# Gross Fiescherhorn
Le Gross Fiescherhorn est, comme le Hinter Fiescherhorn, un sommet de plus de 4 000 mètres d'altitude dans les Alpes bernoises.
Si les skieurs-alpinistes sont les principaux ascensionnistes de ce sommet, la face nord directe (ED, glace jusqu'à 65°, 1 300 m de dénivelé) est une des parois les plus difficiles des Alpes : la première a été réalisée en 1930 par Willo Welzenbach et H.T. Tillmann.

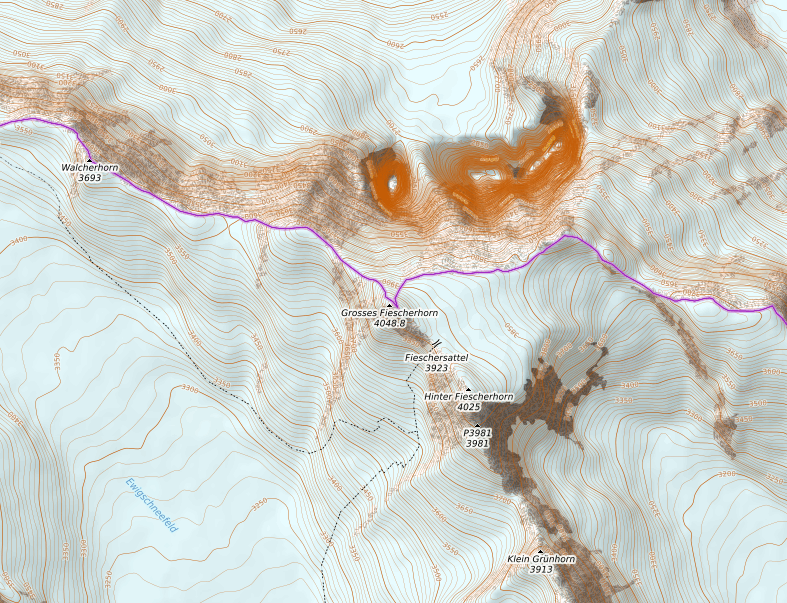
Carte topographique du Gross Fiescherhorn.